# Medialab Matadero
Medialab Matadero, anteriormente conocido como Medialab Prado, es un centro de cultura digital y participativa ubicado en la ciudad española de Madrid. Desde marzo de 2021, se localiza en Matadero Madrid. Está concebido como laboratorio ciudadano de producción, investigación y difusión que explora las formas de experimentación y aprendizaje colaborativo que han surgido de las redes digitales. Se creó como un programa del Ayuntamiento de Madrid dedicado a la cultura digital y a la producción de proyectos de carácter multidisciplinar y con una metodología abierta y colaborativa. En 2016, fue galardonado por la Fundación Europea de la Cultura por ser uno de los proyectos que han animado los procesos democráticos en el marco de la cultura digital en España.

## Historia
En 2000, el Ayuntamiento de Madrid amplió su programa del Área de Gobierno de Cultura y Deportes en el Centro Cultural Conde Duque mediante la creación de un espacio centrado en la investigación, producción y difusión cultural en diversas áreas de desarrollo, arte, sociedad, ciencia y tecnología, mediante el aprovechamiento de la tecnología digital. Este espacio pasó a denominarse MedialabMadrid desde 2002.

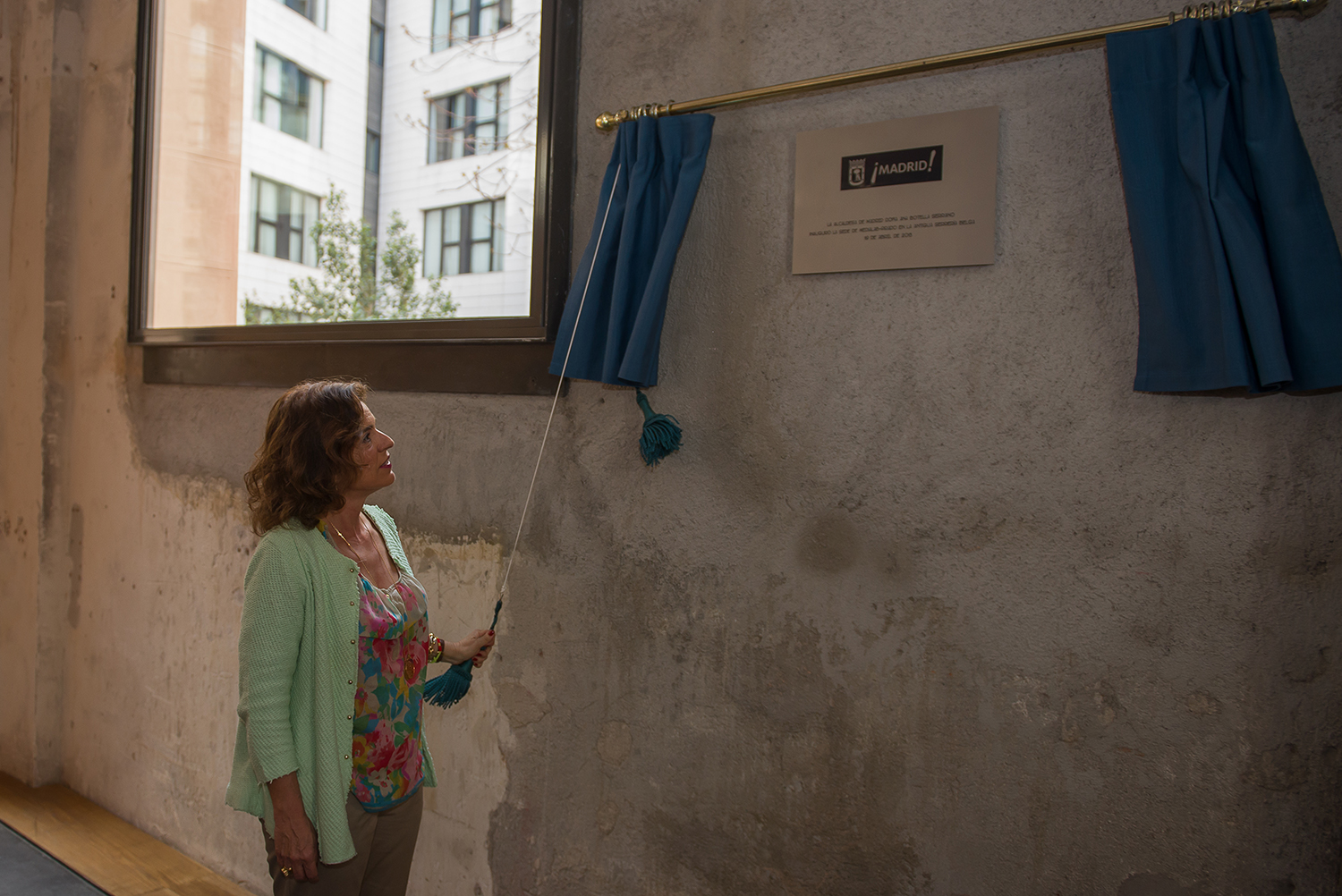
Inauguración de Medialab-Prado en 2013 a cargo de la entonces alcaldesa Ana Botella

En 2007, se trasladó a la Plaza de las Letras en el barrio de las Letras, a los bajos de la antigua Serrería Belga, y por su ubicación junto al Paseo del Prado, próxima al Museo del Prado y al Real Jardín Botánico, pasó a denominarse Mebialab Prado. Tras la rehabilitación del edificio de la Serrería, proyectada por los arquitectos María Langarita y Víctor Navarro, el 19 de abril de 2013 se inauguró como su sede.
Un año después de su inauguración, Telefónica mostró su interés en ocupar el espacio como sede en Madrid de su proyecto Open Future; esto generó cierta polémica pues la rehabilitación del edificio se había hecho con fondos públicos y porque un nuevo cambio de sede pondría en peligro la continuidad del proyecto, pues las instalaciones, con elementos específicos como la fachada digital o el laboratorio de fabricación digital, se habilitaron en función de un programa determinado.
En febrero de 2021, la concejalía de cultura del Ayuntamiento de Madrid, encabezada por Andrea Levy, comunicó el traslado de Medialab Prado al espacio cultural Matadero Madrid, en el barrio de Legazpi. Este cambio se produjo unas semanas después de no renovar el contrato a Marcos García Cristóbal, que había sido el director artístico del centro desde 2014. Desde entonces, su nombre cambió de Medialab-Prado a Medialab Matadero.

## Líneas de trabajo
La programación del centro se estructura en torno a las siguientes líneas de trabajo:
- Interactivos?: usos creativos de la electrónica y la programación.
- Inclusiva.net: investigación y reflexión en torno a la cultura de redes.
- Visualizar: estrategias y herramientas de visualización de información, iniciado por  José Luis de Vicente en 2007.
- Laboratorio del Procomún: discusión transdisciplinar sobre los bienes comunes, también denominados el procomún. El laboratorio inició su andadura en 2007, bajo la dirección de Antonio Lafuente, quien recogió las conclusiones de esta primera experiencia en su texto Laboratorio sin muros.[11]
- AVLAB: creación sonora y audiovisual.
- Fachada digital.
- FabLab: laboratorio de fabricación digital.

## Actividad

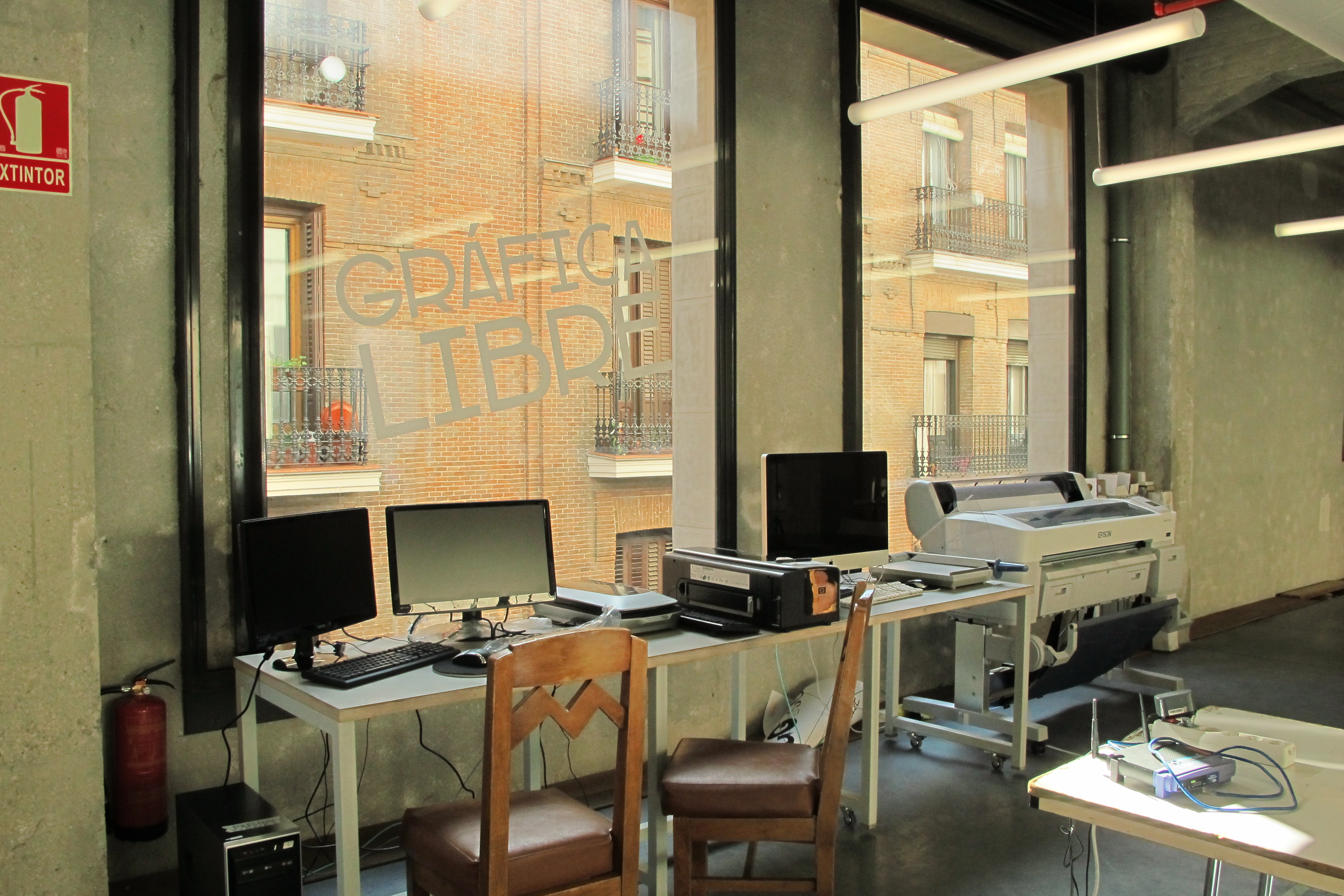
Interior de una de las salas

Los objetivos de Medialab-Prado son habilitar un espacio abierto que invite a los usuarios configurar y modificar los procesos de investigación y producción, sostener una comunidad de usuarios a través de proyectos colaborativos y ofrecer distintas formas de participación que permitan la colaboración de personas con distintos perfiles.
Para lograr esos objetivos, Medialab-Prado ofrece un espacio permanente de información atendido por mediadores culturales que ponen en contacto a personas con proyectos, convocatorias abiertas para la presentación de propuestas, un programa de actividades compuesto por talleres, seminarios y debates, reuniones de grupos de trabajo, muestras de proyectos o conferencias, y una atmósfera de trabajo pensada para la cooperación y el intercambio.
Se propone actuar como lugar de encuentro entre distintas disciplinas y personas para la creación y experimentación sobre diferentes áreas temáticas desde la perspectiva de la apertura a la participación de cualquiera. De este modo se trata de fomentar el intercambio abierto y colaborativo de las ideas, conocimientos y los procesos de creación, mediante la documentación y la utilización de herramientas de software y hardware libres como GNU Linux o Arduino. La entidad y los participantes, al igual que otras entidades como MIT Media Lab, incursionan en los paradigmas de la colaboración utilizando licencias libres y abiertas como Creative Commons para la publicación de su archivo multimedia.
Medialab-Prado ha participado en proyectos internacionales en red como LabtoLab, Electrosmog o el European Media Facades Festival 2010. En la actualidad forma parte del programa Studiolab-Artscience Network junto con el Trinity College-Science Gallery de Dublín, Le Laboratoire de París, Ars Electrónica Linz de Austria y otros ocho partners europeos, con el objetivo de hacer converger el estudio del artista con la actividad investigadora científica.
En 2013 acogió Libre Graphics Meeting, la conferencia anual para la discusión de software libre y de código abierto para gráficos.

## Reconocimientos
En marzo de 2016, Medialab-Prado fue galardonado con el Premio Princesa Margarita que otorga la Fundación Europea de la Cultura, convirtiéndose así en la primera institución española en recibir este reconocimiento. El jurado reconoció que Medialab-Prado "ha encabezado numerosos proyectos que han animado los procesos democráticos en el marco de la cultura digital en España".